# Lokis
Lokis (Lokis. Le manuscript du professeur Wittembach) è un racconto lungo dell'orrore dello scrittore francese Prosper Mérimée, pubblicato nel 1869.

## Storia editoriale
Il racconto è una delle ultime opere di Mérimée, che iniziò a scriverla nel luglio del 1868. Fu pubblicata nella rivista francese Revue des Deux Mondes édita nel settembre del 1869. Il titolo "Lokis" è l'errata trascrizione della parola in lingua lituana "lokys" che significa "orso"..

## Trama
(Prosper Mérimée, Lokis)
Il professor Wittembach è un linguista che, dalla "Società biblica", ha ricevuto l'incarico di tradurre il Vangelo di Marco in lingua samogizia, idioma poco diffuso, ma ancora parlato nelle classi contadine lituane. Il professore, venuto a sapere dell'esistenza di un rarissimo libro di catechismo scritto in samogizio, la cui unica copia rintracciata è custodita nella biblioteca del conte Michele Szemioth, trova ospitalità presso il castello del nobile nella cittadina lituana di Medintiltas per i suoi studi. Giunto al castello, viene accolto dal maggiordomo che, scusandosi, gli riferisce che il padrone di casa è ritirato nelle sue stanze per un forte mal di testa e che non potrà riceverlo. Dalla finestra della camera Wittembach vede arrivare una carrozza con a bordo un'anziana signora legata con cinghie di cuoio ai sedili. La donna viene liberata e aiutata a scendere da un giovane uomo, quindi accompagnata in casa dai domestici. La donna sembra assente e si muove con difficoltà. La sera, a cena, Wittembach conosce il giovane, il dottor Frœber, che ha in cura l'anziana donna. Il dottore spiega che la signora è la madre del conte Michele; ella ha perso il senno molti anni prima quando, durante una battuta di caccia, fu aggredita da un orso e rapita dall'animale. Salvata fortunosamente, rimase sconvolta e perse la ragione, tanto da tentare di uccidere il figlio neonato, venuto alla luce alcuni mesi dopo l'incidente.
Il giorno dopo Wittembach fa la conoscenza con il conte. Tra i due uomini nasce l'amicizia e il professore si trattiene un lungo periodo nel castello per i suoi studi, approfittando della vasta biblioteca. Spesso il professore accompagna il conte a far visita alla giovane e bella signorina Iwinska, il cui carattere volubile e civettuolo è elemento di cruccio per Michele. Da confidenze fatte dal dottor Frœber a Wittembach, il conte Michele sembrerebbe poco attratto dalle donne, anche se il suo interesse nei confronti della giovane Iwinska è palese. Durante una cena nel castello della famiglia della giovane, ospiti altri commensali, Wittembach narra alcune avventure vissute in giro per il mondo e racconta di quando fu costretto a bere il sangue di un cavallo per non morire di fame, disperso nella pampa in Uruguay. Il racconto accende la morbosa curiosità del conte che vorrebbe conoscere maggiori particolari della storia. Durante la notte il professore dorme nella stessa camera del conte e lo ode agitarsi e parlare durante il sonno, facendo sconclusionati riferimenti al sangue, alla pelle della giovane e a un "ghiotto boccone".
Dopo una lunga permanenza al castello, il dottore si congeda dal conte, proseguendo i suoi studi in Lituania, non prima di aver raccolto le confidenze del giovane che si confessa disgustato dai capricciosi comportamenti della signorina Iwinska che ama farsi corteggiare dagli uomini. Dopo due mesi Wittembach viene raggiunto da una lettera del conte Michele che annuncia le sue imminenti nozze con Iwinska, invitandolo a officiare il matrimonio, poiché ministro di culto evangelico. Il professore ritorna al castello di Medintiltas e sposa i due giovani; durante la cerimonia, tuttavia, appare la madre di Michele, sfuggita al controllo dei domestici che, tra gli ospiti perplessi, inizia a sproloquiare di un orso e della necessità di ucciderlo.
La festa prosegue fino a tardi ma il professore, stanco, si ritira nella sua stanza. Viene svegliato in piena notte da un tonfo e, spaventato dal rumore, riesce a intravedere dalla finestra l'ombra di quello che sembra essere un corpo che cade. Il giorno, a mattina inoltrata, i due sposini non sono ancora usciti dalla camera da letto. La servitù bussa alla loro porta ma nessuno risponde. Il dottor Frœber e Wittembach accorrono e aprono la porta. Un raccapricciante spettacolo appare ai loro occhi: il conte è scomparso, il corpo di Iwinska è riverso sul letto, orribilmente straziato da quelli che sembrano essere morsi.

## Opere derivate
Dal racconto è stato il film polacco Lokis. Rękopis profesora Wittembacha del 1970, diretto da Janusz Majewski.

## Edizioni
- (FR) Lokis. Le manuscript du professeur Wittembach, in Revue des Deux Mondes, Parigi, settembre 1869.
- Prosper Mérimée, Lokis, traduzione di Enrico Fulchignoni, Biblioteca Minima Tempus, n. 6, Roma, Edizioni di Lettere d'Oggi, 1943.
- Prosper Mérimée, Lokis, in Anton Francesco Filippini (a cura di), Tutta la narrativa. Prospero Merimee, Roma, Gherardo Casini, 1952.
- Prosper Mérimée, Lokis, in I vampiri tra noi (37 storie vampiriche ordinate e raccolte da Ornella Volta e Valerio Riva), traduzione di Enrico Fulchignoni, Il Brivido e l'Avventura, n. 2, Milano, Giangiacomo Feltrinelli Editore, 1960.
- Prosper Mérimée, Lokis, in Mérimée. Tutta la narrativa, I grandi maestri, n. 11, Firenze, Edizioni Casini, 1963.
- Prosper Mérimée, Lokis, in Racconti e novelle, traduzione di Anton Francesco Filippini, I Capolavori Sansoni, n. 30, Firenze, Sansoni, 1966.
- Prosper Mérimée, Lokis, traduzione di Anna Zanetello, La Memoria, n. 69, Palermo, Sellerio Editore, 1983.
- Prosper Mérimée, Lokis, in Storie di lupi mannari Grandi, traduzione di Gianni Pilo, Tascabili Economici: I Mammut, n. 27, Roma, Newton & Compton, 1994, ISBN 8879836218.
- Prosper Mérimée, Lokis, in Tutti i racconti, traduzione di Annalisa Comes, Roma, Donzelli Editore, 2002, ISBN 88-7989-895-7.
- Prosper Mérimée, Lokis, in Il racconto fantastico francese, traduzione di Ludovica Cirrincione d'Amelio, Grandi Classici Tascabili, Venezia, Marsilio Editori, 2005, ISBN 8831786628.